# Feliks Wójcik
Feliks Tadeusz Wójcik (ur. 8 listopada 1895, zm. 10 września 1939 Kłoda) – podpułkownik dyplomowany piechoty Wojska Polskiego, kawaler Orderu Virtuti Militari.

## Życiorys
Feliks Tadeusz Wójcik urodził się 8 listopada 1895 roku w Nowym Sączu w rodzinie Wojciecha i Katarzyny.
3 maja 1922 roku został zweryfikowany w stopniu kapitana ze starszeństwem z dniem 1 czerwca 1919 roku i 1513. lokatą w korpusie oficerów piechoty. W latach 1922–1924 pełnił służbę w 86 pułku piechoty w Mołodecznie. 18 lutego 1928 roku awansował na majora ze starszeństwem z dniem 1 stycznia 1928 roku i 136. lokatą w korpusie oficerów piechoty. W tym samym roku pełnił służbę w 1 pułku piechoty Legionów w Wilnie na stanowisku oficera sztabowego. W lipcu 1929 roku został przeniesiony do 6 pułku piechoty Legionów w Wilnie na stanowisko kwatermistrza.
W okresie od 15 lipca do 15 września 1931 roku odbył dwumiesięczną praktykę w artylerii, a w okresie od 15 października do 15 grudnia 1931 roku ukończył kurs próbny przy Wyższej Szkole Wojennej. Z dniem 4 stycznia 1932 roku został powołany na dwuletni kurs 1931/1933 do Wyższej Szkoły Wojennej w Warszawie. Z dniem 1 października 1933 roku, po ukończeniu kursu i otrzymaniu tytułu naukowego oficera dyplomowanego, został przeniesiony do 5 pułku piechoty Legionów w Wilnie na stanowisko dowódcy batalionu. 22 października 1935 roku został wyznaczony na stanowisko szefa sztabu 22 Dywizji Piechoty Górskiej w Przemyślu. Na podpułkownika został awansowany ze starszeństwem z dniem 19 marca 1937 roku i 30. lokatą w korpusie oficerów piechoty. 
Na stanowisku szefa sztabu 22 DPG walczył w kampanii wrześniowej 1939 roku. Zginął 10 września 1939 roku około godz. 16°° pod Kłodą. Jadąc samochodem polowym ku pozycjom 55 Dywizji Piechoty został ostrzelany przez jej placówkę z armaty przeciwpancernej. Pochowany w lesie pod Rytwianami na cmentarzu przy kościele pokamedulskim. Jesienią 1966 roku spoczęła obok męża również pani Wanda Wójcikowa.

## Ordery i odznaczenia
- Krzyż Srebrny Orderu Wojskowego Virtuti Militari nr 6669[2]
- Krzyż Niepodległości[13]
- Krzyż Walecznych „za czyny męstwa i odwagi wykazane w bojach toczonych w latach 1918-1921” – dwukrotnie[13]
- Złoty Krzyż Zasługi[13]